# Meredith (New Hampshire)
Meredith is een plaats (town) in de Amerikaanse staat New Hampshire, en valt bestuurlijk gezien onder Belknap County. De plaats ligt aan Lake Winnipesaukee.

## Demografie
Bij de volkstelling in 2000 werd het aantal inwoners vastgesteld op 5943.

## Geografie
Volgens het United States Census Bureau beslaat de plaats een oppervlakte van 140,2 km², waarvan 104,1 km² land en 36,1 km² water.

## Plaatsen in de nabije omgeving
De onderstaande figuur toont nabijgelegen plaatsen in een straal van 28 km rond Meredith.